# Phanaeus difformis
Phanaeus difformis är en skalbaggsart som beskrevs av Leconte 1847. Phanaeus difformis ingår i släktet Phanaeus och familjen bladhorningar. Inga underarter finns listade i Catalogue of Life.

## Bildgalleri

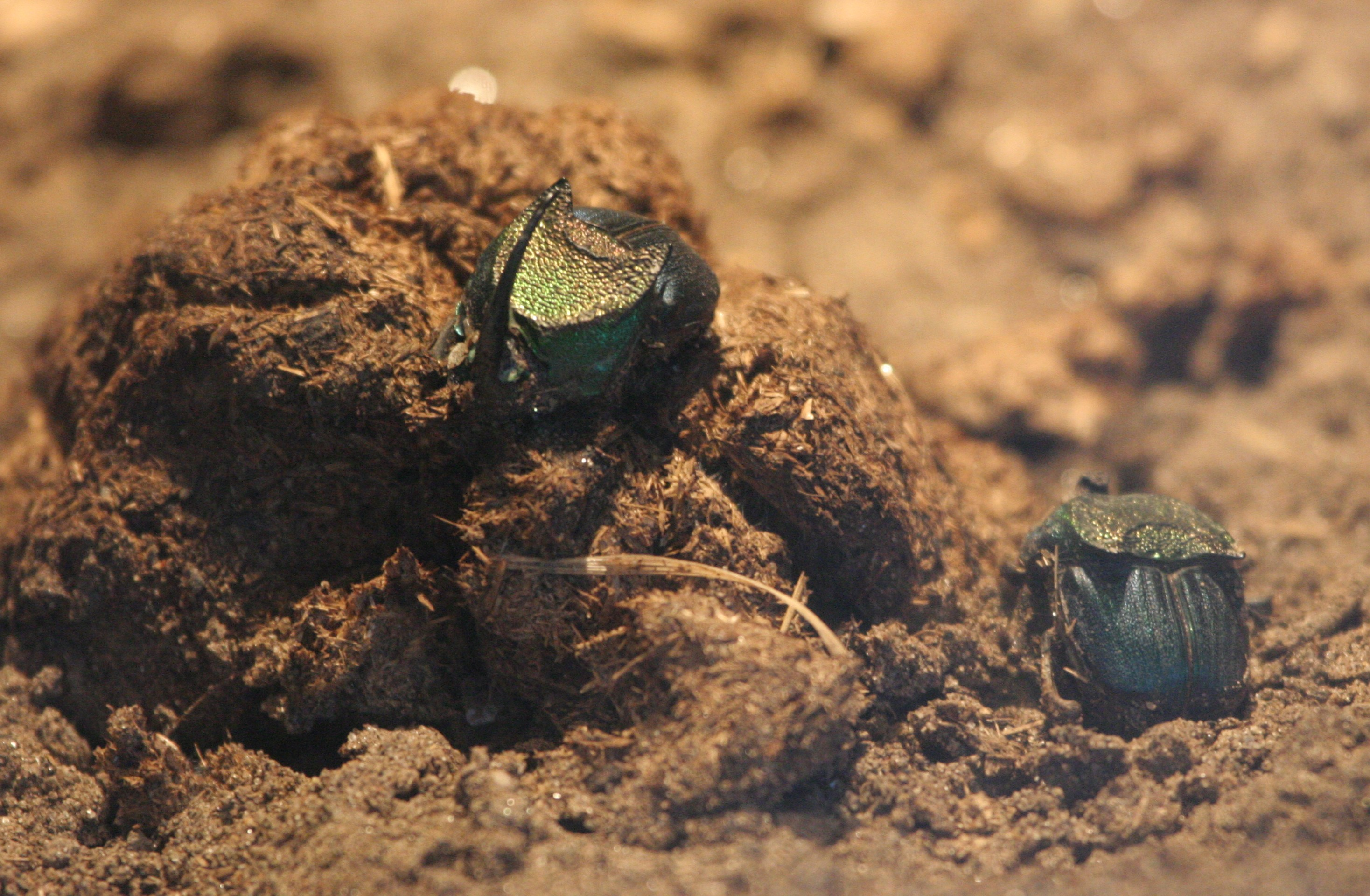